# Fuoco e Cenere
Fuoco e Cenere est un ensemble de musique ancienne basé à Paris et dirigé par Jay Bernfeld.

## Biographie
L’ensemble est fondé en 2002 par Jay Bernfeld, viole de gambe, et Patricia Lavail, flûte à bec. Le nom Fuoco E Cenere fait référence à la renaissance du phénix et illustre la volonté de l’ensemble de faire revivre des partitions oubliées, souvent dans des juxtapositions originales.
Fuoco E Cenere se singularise par son répertoire qui s’étend du Moyen Âge au début du XXe siècle. Plus de mille ans de musique qui ont été enregistrés sur 10 disques. L’ensemble peut se produire sous différentes formes instrumentales et vocales allant de 2 à 10 artistes.
L’aventure commence en 2002 avec Fantasy in Blue, un programme réunissant des œuvres de Purcell et de Gershwin, avec la mezzo-soprano Rinat Shaham. Le CD a été salué par Le Monde comme « un véritable knock-out ». En 2004, le 700e anniversaire de naissance de Pétrarque offre l’occasion d’un programme hommage avec Guillemette Laurens. 2006 voit naître Canta Napoli, voyage au travers de 400 ans de chansons napolitaines et à ses grands chanteurs.
Fuoco E Cenere donne La Dafne de Marco da Gagliano en 2007, dont l’enregistrement sera récompensé d’un Orphée d’Or de l’Académie du disque lyrique.
La première incursion dans le monde théâtral a lieu en 2008 avec Je Suis Ton Labyrinthe mis en scène par David Lippe. Accueilli en résidence par l’Institut international de la marionnette de Charleville-Mézières, il mêle musique vivante et théâtre d’objet et est interprété par Isabelle Poulenard et Guillemette Laurens. La version enregistrée se nomme Umana e Inumana. Pulcinella naît en 2009 d’une collaboration avec le maître marionnettiste napolitain Bruno Leone, et permet à la musique de Pergolèse de rencontrer l’art du burattinaio. Ce programme a notamment été présenté au Musée international de la marionnette en Sicile et à la Cité de la musique à Paris.
Lors d’une résidence au Théâtre de Saint-Quentin-en-Yvelines en 2013, Complètement Toqué est créé et sera donné à plus de 35 reprises en Europe et en Amérique du Nord, sur une mise en scène de Véronique Samakh. Cette fantaisie musico-culinaire a été pensée en clin d’œil à la reconnaisse du savoir-faire culinaire et gastronomique français élevé au rang de Patrimoine mondial par l’UNESCO.
Le CD Judith & Esther, destins divins, est édité en 2014 et met en lumière les histoires universelles de ces deux héroïnes bibliques. La version scénique se fait avec la participation sur scène de l’illustrateur Fred Bayle.
En 2015, Fuoco E Cenere entame une collaboration avec Canal+ pour sa création originale, la série Versailles. Les musiciens de l’ensemble apparaissent à l’écran et sur la bande sonore lors des trois saisons. Cette collaboration inspirera un programme de concert du même nom qui reflète l'importance de la musique au quotidien à la Cour de Louis XIV.
En 2017, Jay Bernfeld rend hommage à son compagnon de route depuis quatre décennies avec un CD couvrant vingt-cinq ans de la vie de Marin Marais. Il continue son exploration du répertoire violistique français avec les rarement entendues Pièces de Viole de Jacques Morel, parues en septembre 2019.
En 2019, l'ensemble se lance dans une exploration des cieux avec Ciel, mes Constellations!, un programme qui illustre les histoires d'amour des dieux immortalisées sous forme de constellations. Le vidéaste Sébastien Sidaner accompagne la musique avec diverses techniques de projection.
Fuoco E Cenere se produit aussi bien en France qu’à l’international avec des apparitions auprès des organisateurs suivants, entre autres : Early Music Vancouver, Festival de Froville, Festival Montréal baroque, Music at St Paul’s à Delray, Festival Via Stellae, La Dame des Aulnes, Music and Beyond à Ottawa, Théâtre Montansier à Versailles, Riches Heures musicales de la Rotonde, Musik + en Autriche, Festival Midis minimes en Belgique, Festival de St Michel en Thiérache, Opéra de Reims, Folles Journées de Nantes…
Plusieurs des premières de ses spectacles ont été données dans le cadre du Tropical Baroque Music Festival de la Miami Bach Society.

## Discographie
- Fantasy in Blue, Purcell & Gershwin – ATMA Classique (2001)
- Suites, Sonatas & Concerto for Viola da Gamba, Boismortier – OGAM (2002)
- Salmi di Davide, Benedetto Marcello – ATMA Classique (2004)
- Gentil Mia Donna, Petrarca e la musica – Arion (2004)
- Pièces de violes, Louis de Caix d’Hervelois – Arion (2005)
- Canta Napoli – Arion (2006)
- La Dafne, Marco da Gagliano – Arion (2008)
- Umana E Inumana, Alessandro Scarlatti et Francesco Durante – Arion (2010)
- Judith & Esther – Cordes & Âmes (2014)
- Folies d'Espagne & Pièces de viole, Marin Marais – Paraty (2017)
- 1er Livre de Pièces de Viole (1709), Jacques Morel – Paraty (2019)